# Agonglo
Agonglo est (si on exclut la reine Hangbè) le huitième roi d'Abomey. Il règne de 1789 à 1797.
Roi réformateur, il allège les taxes sur le commerce à Ouidah et prend des mesures pour soulager la souffrance des esclaves.
Il prend pour emblème l'ananas (« la foudre tombe sur le palmier, mais l'ananas lui échappe ») – allusion directe au danger d'être foudroyé auquel il avait échappé et à tous les obstacles qu'il avait surmontés.
Certains, comme Barthélemy Adoukonou, suggèrent que le roi Agonglo aurait été assassiné parce qu’il voulait se convertir au catholicisme,. 

## Postérité
Aimé Césaire a repris cette symbolique dans sa pièce La Tragédie du roi Christophe (1963), en s'inspirant d'un objet vu au musée de l'Homme à Paris :
« Agonglo !

Toutes feuilles en dents de scie

rassemblées autour du cœur

l'ananas résiste.

Ainsi le roi du Dahomey salue l'avenir

de sa récade !

So yé djé : la foudre tombe

Agonglo : résiste l'ananas !... »
En créole des Caraïbes, l'exclamation « agonglo ! » sert à inciter à résister, à tenir tête à quelqu'un, à surmonter une difficulté.